# España en el Campeonato Mundial de Atletismo de 1993
La selección española de atletismo acudió a los Campeonatos del Mundo de Atletismo de 1993, celebrados en Stuttgart entre el 13 y el 22 de agosto de 1993, con un total de 41 atletas (29 hombres 12 mujeres).

## Medallas
Se lograron un total de 5 medallas: 2 de oro de la mano de los marchadores Valentí Massana y Jesús Ángel García Bragado en las pruebas de 20 kilómetros marcha y 50 kilómetros marcha; 1 de plata obtenida por Fermín Cacho en la prueba de 1500 metros lisos, y 2 de bronce también obtenidas por los marchadores Daniel Plaza en los 20 kilómetros marcha y Encarnación Granados en los 10 kilómetros marcha. Por el número de medallas obtenidas, España ocupó el 7º puesto en el medallero.

## Finalistas
Además se obtuvieron otros 4 puestos de finalista gracias a las actuaciones de Jaime Barroso, 4º en los 20 kilómetros marcha; de Basilio Labrador, 5º en los 50 kilómetros marcha; de Sandra Myers, 6º en los 400 metros lisos y de Arturo Ortiz, 7º en el Salto de altura.

## Participación
El detalle de la actuación española en la segunda edición de los campeonatos del mundo de atletismo se recoge en la siguiente tabla:
| Atletas                    | Pruebas              | Actuación                                                                                                  |
| -------------------------- | -------------------- | --- |
| Enrique Talavera           | 100 metros lisos     | 1.ª ronda: 4º en su eliminatoria (10.58)                                                                   |
| Enrique Talavera           | 4 x 100 metros lisos | Semifinalista: 4º en su eliminatoria (39.44) y 5º en su semifinal (39.17)                                  |
| Pedro Pablo Nolet          | 200 metros lisos     | 1.ª ronda: 5º en su eliminatoria (21.09)                                                                   |
| Pedro Pablo Nolet          | 4 x 100 metros lisos | Semifinalista: 4º en su eliminatoria (39.44) y 5º en su semifinal (39.17)                                  |
| Cayetano Cornet            | 400 metros lisos     | Cuartofinalista: 6º en su eliminatoria (46.57) y 7º en su serie de cuartos (46.46)                         |
| Luis Javier González       | 800 metros lisos     | Semifinalista: 3º en su eliminatoria (1:46.36) y 8º en su semifinal (1:47.29)                              |
| Tomás de Teresa            | 800 metros lisos     | 1.ª ronda:4º en su eliminatoria (1:49.79)                                                                  |
| Fermín Cacho               | 1500 metros lisos    | Medalla de plata: 1º en su eliminatoria (3:39.36), 1º en su semifinal (3:41.66) y 2º en la final (3:35.56) |
| Manuel Pancorbo            | 1500 metros lisos    | Final: 1º en su eliminatoria (3:39.91), 7º en su semifinal (3:41.56) y 11º en la final (3:39.68)           |
| Isaac Viciosa              | 1500 metros lisos    | 1.ª ronda: 6º en su eliminatoria (3:43.61)                                                                 |
| Abel Antón                 | 5000 metros lisos    | Final: 5º en su eliminatoria (13:30.32) y 11º en la final (13:40.21)                                       |
| Antonio Serrano            | 10000 metros lisos   | Final: 9º en su eliminatoria (28:31.48) y 11º en la final (29:04.10)                                       |
| José Carlos Adán           | 10000 metros lisos   | Final: 9º en su eliminatoria (28:23.08) y 16.ª en la final (30:04.34)                                      |
| Juan Torres Ruiz           | Maratón              | Abandonó                                                                                                   |
| Óscar Pitillas             | 400 metros vallas    | 1.ª ronda: 7º en su eliminatoria (52.15)                                                                   |
| Arturo Ortiz               | Salto de altura      | Finalista: 11º en la calificación (2.25) y 7º en la final (2.31)                                           |
| Gustavo Adolfo Becker      | Salto de altura      | Calificación: 27.º (2.20)                                                                                  |
| Javier García Chico        | Salto con pértiga    | Calificación: 23.º (5.45)                                                                                  |
| José Manuel Arcos          | Salto con pértiga    | Calificación: Sin marca                                                                                    |
| Daniel Martí               | Salto con pértiga    | Final: 4.º en la calificación (5.65) y no compitió en la final por lesión                                  |
| Ángel Hernández            | Salto de longitud    | Calificación: 16º (7.86)                                                                                   |
| Manuel Martínez Gutiérrez  | Lanzamiento de peso  | Final: 11º en la calificación (19.53) y 11º en la final (19.03)                                            |
| Xavier Brunet              | Decatlón             | 18º (7.547 puntos)                                                                                         |
| Jordi Mayoral              | 4 x 100 metros lisos | Semifinalista: 4º en su eliminatoria (39.44) y 5º en su semifinal (39.17)                                  |
| Juan Jesús Trapero         | 4 x 100 metros lisos | Semifinalista: 4º en su eliminatoria (39.44) y 5º en su semifinal (39.17)                                  |
| Valentí Massana            | 20 kilómetros marcha | Medalla de oro (1h22:31)                                                                                   |
| Daniel Plaza               | 20 kilómetros marcha | Medalla de bronce (1h23:18)                                                                                |
| Jaime Barroso              | 20 kilómetros marcha | Finalista: 4º (1h23:41)                                                                                    |
| Jesús Ángel García Bragado | 50 kilómetros marcha | Medalla de oro (3h41:41)                                                                                   |
| Basilio Labrador           | 50 kilómetros marcha | Finalista: 5º (3h46:46)                                                                                    |
| Andrés Marín               | 50 kilómetros marcha | 17º (3h58:45)                                                                                              |
| Sandra Myers               | 400 metros lisos     | Finalista: 2.ª en su eliminatoria (51.77), 3.ª en su semifinal (50.83) y 6.ª en la final (51.22)           |
| Maite Zúñiga               | 1500 metros lisos    | Final: 4.ª en su eliminatoria (4:07.46) y 12º en la final (4:10.79)                                        |
| Estela Estévez             | 3000 metros lisos    | 1.ª ronda: 8.ª en su eliminatoria (9:08.40)                                                                |
| Julia Vaquero              | 3000 metros lisos    | 1.ª ronda: 9.ª en su eliminatoria (9:05.50)                                                                |
| Ana Isabel Alonso          | Maratón              | 17º (2h42:53)                                                                                              |
| María José Mardomingo      | 100 metros vallas    | 1.ª ronda: 5.ª en su eliminatoria (13.41)                                                                  |
| Miriam Alonso              | 400 metros vallas    | 1.ª ronda: 6.ª en su eliminatoria (58.62)                                                                  |
| Miriam Alonso              | 4 x 400 metros lisos | 1.ª ronda: 7.ª en su eliminatoria (3:38.61)                                                                |
| María Concepción Paredes   | Triple salto         | Calificación: 14º (13.38)                                                                                  |
| Esther Lahoz               | 4 x 400 metros lisos | 1.ª ronda: 7.ª en su eliminatoria (3:38.61)                                                                |
| Blanca Lacambra            | 4 x 400 metros lisos | 1.ª ronda: 7.ª en su eliminatoria (3:38.61)                                                                |
| Yolanda Reyes              | 4 x 400 metros lisos | 1.ª ronda: 7.ª en su eliminatoria (3:38.61)                                                                |
| Encarnación Granados       | 10 kilómetros marcha | Medalla de bronce (43:21)                                                                                  |